# Samuele di Alessandria
Papa Samuele Kapasoulis (in greco Σαμουήλ Καπασούλης; Chio, 1661 – settembre 1723), è stato papa e patriarca greco-ortodosso di Alessandria e di tutta l'Africa per due mandati nella prima metà del XVIII secolo.
Successe a Gerasimo II, ma affrontò il problema della parallela elezione di Cosma II da parte del Patriarcato ecumenico, che aveva anche il beneplacito del sultano. Due anni dopo, il nuovo patriarca di Costantinopoli Cipriano accettò Samuele come il legittimo Patriarca di Alessandria. Morì a settembre del 1723.